# Тетрамелесовые
Тетрамелесовые (лат. Tetramelaceae) — семейство цветковых растений порядка тыквоцветные. Раньше его рассматривали в составе семейства датисковые (Datiscaceae).

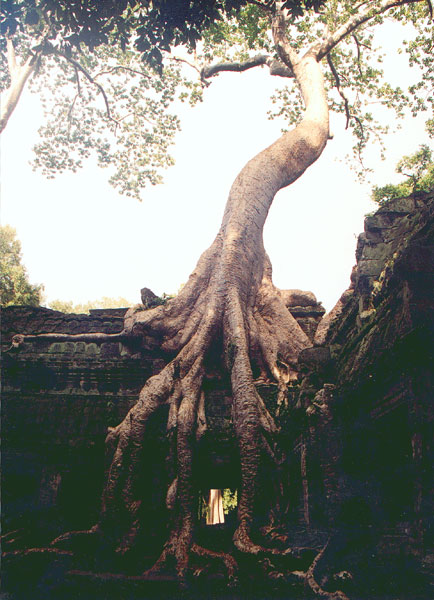
Tetrameles nudiflora

## Таксономия
Семейство содержит 1 или 2 монотипных рода:
- Octomeles Miq. — октомелес
  - Octomeles sumatrana [syn.  Octomeles moluccana]: Индонезия, штат Сабах в Малайзии, Новая Гвинея, Соломоновы острова, Филиппины. Лиственные деревья, достигающие высоты до 40 метров и имеющие диаметр ствола до 1 метра. Цветки шестичленные, реже пятичленные.
- Tetrameles R.Br. typus — тетрамелес
  - Tetrameles nudiflora: Западная Индия, Бангладеш, Шри-Ланка, Андаманские острова, тропическая часть Гималаев (Непал, Бутан), Юго-Восточная Азия, Индонезийский архипелаг, штат Квинсленд в Австралии. Высокие лиственные деревья, имеющие четырехчленные (реже пятичленные) цветки.